# Compleho Deportivo Frans Figaroa
Compleho Deportivo Frans Figaroa – stadion piłkarski w Noord na Arubie. Może pomieścić 5000 osób. Posiada nawierzchnię trawiastą.